# Maurizio Donte
Maurizio Donte (Imperia, 29 dicembre 1962) è un poeta italiano sonettista.
Vive a Pornassio ed è autore di diversi libri di poesia e di narrativa apprezzati in Italia e all'estero. Ha vinto numerosi premi letterari ed è giudice in diversi concorsi di prestigio.

## Biografia
Ha studiato metrica classica all'Accademia Alfieri di Firenze fondata da Dalmazio Masini con i maestri Vittorio Verducci, Lorena Turri e Alfonso Vincenzo Mauro e nel corso del 2024 è stato invitato a farne parte, diventando così membro effettivo della stessa Accademia. Negli anni 2016-2017 è stato direttore artistico e nel 2018 Presidente della Giuria al concorso internazionale Parasio, Città di Imperia. Negli anni 2017-2022 è stato Presidente della Giuria al concorso San Valentino, città di Ormea. Dal 2016 è collaboratore del professor Nazario Pardini al blog Letterario "Alla volta di Leucade". Le sue poesie sono tradotte in inglese dal famoso poeta e acquarellista Peter Weevers e in polacco dalla poetessa Isabella Teresa Kostka. Lavora come perito chimico e tecnico di laboratorio biomedico. Ha ricevuto numerosi attestati di critici letterari contemporanei: Umberto Vicaretti, Nazario Pardini, Giangiacomo Amoretti, Vittorio Verducci, Lorena Turri, Marisa Cossu,  Edda Conte, Ninnij di Stefano Busà, Patrizia Stefanelli, Lidia Guerrieri, Maria Rizzi, Gianluca Jurij Posteraro, Orazio Antonio Bologna, Pasquale Balestriere, Lorenzo Curti, Luciano Domenighini, Rodolfo Vettorello, Mario De Rosa, Antonio Spagnuolo e molti altri. Donte è stato dichiarato vincitore del premio all'Eccellenza italiana in poesia all'edizione 2021 del concorso internazionale Città di Sarzana con l'opera "il Canzoniere" e nell'edizione 2023 del medesimo concorso con l'inedito "Trasposizioni metriche di sonetti scelti di William Shakespeare".

## Poetica e pensiero
La poetica di Maurizio Donte: 
TRA FEDELTÀ ALLA FORMA E RICERCA DELL'ETERNO.
Nel panorama della poesia contemporanea italiana, Maurizio Donte si distingue per un approccio in controtendenza rispetto alla dominante lirica del frammento e della scrittura libera: la sua poetica affonda le radici nella grande tradizione della lirica italiana, da Dante a Petrarca, e si sviluppa attraverso un rigoroso rispetto delle strutture metriche classiche, rese vive e attuali da una voce profonda, originale e consapevole.
Autore di un Canzoniere moderno, composto da 366 liriche interamente in metrica, Donte si configura come una figura di assoluto rilievo nel recupero e nel rinnovamento della poesia formale. La scelta di aderire alle strutture chiuse – sonetto, canzone, ballata, doppia sestina – non è mai mero esercizio stilistico, ma si inserisce in un progetto poetico coerente: dare ordine e misura al disordine del tempo presente, facendo della forma un contenitore di verità e bellezza. Tale operazione, per nulla nostalgica, si pone in dialogo dialettico con il nostro tempo, carico di disillusioni, incertezze e smarrimenti.
Il tempo, la memoria, la parola
Il tempo, nelle liriche di Donte, è percepito come forza dissolutrice, ma al tempo stesso come campo di resistenza poetica. In testi come Scende la luce e il giorno corre a sera o Oceano, il poeta rappresenta la natura effimera dell’esistenza umana e l’ineluttabile scorrere dei giorni, contrapponendovi la forza della memoria e del ricordo, che la parola poetica ha il potere di preservare e rendere eterno. La poesia diventa così atto di opposizione al nulla, tentativo di fermare l’istante e di salvare ciò che l’oblio e la morte sembrano destinati a cancellare.
L’AMORE E LA FERITA DEL CUORE
Elemento centrale della produzione di Donte è l’amore, vissuto non solo come sentimento individuale, ma come esperienza fondante della condizione umana. L’amore è luce e tormento, nostalgia e presenza; è cifra dell’assoluto, come già in Petrarca, e come tale è destinato a produrre ferita. In testi come Mi fan tremare i tuoi begli occhi il cuore o Ché lui morir non vuole, la figura dell’amata, spesso velata o assente, diviene simbolo di un desiderio inappagato, tensione costante verso l’inattingibile. La lirica amorosa si intreccia con la riflessione sull'identità, sulla perdita e sul dolore, restituendo una complessità psicologica e emotiva che si radica nell’esperienza esistenziale.
LA FORMA COME DESTINO E COME SALVEZZA
Una delle cifre più riconoscibili della poetica di Donte è la perizia formale: l’uso della metrica, delle rime, degli schemi strofico-ritmici è sempre motivato, mai decorativo. L’autore si cimenta con strutture complesse (emblematico il caso della Canzone Frottola, vera e propria impresa combinatoria di rime interne ed esterne) che esigono non solo padronanza tecnica, ma una profonda comprensione della musicalità insita nella lingua. La poesia di Donte è, in questo senso, un atto di artigianato spirituale, in cui la forma è il luogo dove si intrecciano pensiero e sentimento, intelletto e afflato lirico.
DIMENSIONE SPIRITUALE E TENSIONE METAFISICA
Accanto alla dimensione lirico-amorosa, vi è nella poesia di Donte una costante tensione religiosa e spirituale. Componimenti come Signore Dio, che stai nell’alto cielo, Vergine benedetta e l’ampia canzone Inquietudini pongono in luce una voce interiore che si rivolge all’Assoluto non con fede cieca, ma con domande, dubbi, invocazioni. La sua è una poesia teologale, nel senso autentico del termine: parola che si apre al sacro, che cerca la luce oltre l’opacità del mondo, ma che non nasconde il dramma dell’assenza, del silenzio divino, della fatica del credere.
CONCLUSIONE
Maurizio Donte è un poeta che si muove in equilibrio tra passato e presente, tra forma classica e sensibilità moderna. La sua opera testimonia non soltanto una straordinaria competenza letteraria, ma anche una visione poetica nitida, sorretta da una coerenza rara nel panorama attuale. La poesia, per Donte, non è mai narcisismo o sperimentazione sterile, ma disciplina dell’anima, ricerca dell’essenziale, strumento per conoscere e per resistere. La sua voce, in questo senso, si configura come necessaria: in un’epoca di frammentazione e disincanto, egli offre al lettore un luogo di bellezza, di pensiero e di verità.
NOTA CRITICA SU MAURIZIO DONTE
La produzione poetica di Maurizio Donte si impone nel panorama letterario contemporaneo per il suo carattere di rigorosa classicità formale coniugata a un’intensità lirica autentica e profonda. Lungi dall’essere un esercizio di erudizione, la sua poesia vive della fedeltà ai modelli metrici tradizionali – dal sonetto alla canzone, dalla sestina alla frottola – come spazio creativo entro cui far fiorire un pensiero esistenziale e metafisico mai scontato.
Le sue liriche, spesso collocate nella scia del petrarchismo, sono segnate da una forte coscienza del tempo, da un continuo dialogo tra l’io e la memoria, tra amore e perdita, tra finitudine e tensione verso l’eterno. Donte si distingue per l’abilità con cui riesce a tenere insieme la precisione tecnica e l’evocazione emotiva, trasformando la poesia in uno strumento di resistenza contro l’oblio e la dissoluzione. L’amore – declinato come desiderio, nostalgia o assenza – si fa emblema dell’umano, mentre il rapporto con il sacro, che emerge con forza in diverse composizioni, assume i tratti di un’invocazione inquieta e sincera, mai dogmatica.
Poeta colto, poliedrico, dotato di una competenza metrica rarissima nel panorama contemporaneo, Donte ha saputo rendere la forma non un limite, ma una via di rivelazione, nella convinzione – tutta dantesca e petrarchesca – che la bellezza della parola ordinata possa farsi via di conoscenza e trasfigurazione. In lui, la poesia torna ad essere forma spirituale, lingua di confine tra umano e divino, tra dolore e grazia.
Il suo Canzoniere in più volumi – un’opera monumentale di 366 liriche composte interamente in metrica classica – è stato insignito di numerosi riconoscimenti, tra cui:
Premio alla Carriera al Concorso Letterario Internazionale “Città di Chieti”;
Premio della Critica al concorso “Voci – Città di Roma”;
Premio all’Eccellenza Poetica (ricevuto due volte, la seconda per le versioni dei sonetti Shakespeariani) al concorso nazionale “Sarzana, la città dei poeti”.
La sua opera, densa, stratificata e coerente, testimonia non solo una straordinaria maestria tecnica, ma una visione della poesia come disciplina etica ed estetica, capace di custodire la memoria, affrontare la fragilità umana e cercare, senza retorica, una risposta al mistero dell’essere.
Per questi motivi, Maurizio Donte rappresenta oggi una delle voci più significative e necessarie della poesia italiana di tradizione.

## Opere
- Commentarii de Re Publica, REI, 2011, ISBN 8897362648
- De Bello Parthico, REI, 2012, ISBN 9788897362678
- Sonetti e Madrigali di amore e guerra, REI, 2014, ISBN 9788827592076
- I nuovi canti di Erin, REI, 2014, ISBN 9788890917653
- Cù Chulainn. Il mito del mastino di Cullan, REI, 2014, ISBN 9782372971249
- Nell'incanto (eBook) silloge poetica, Esordienti, 2016, ISBN 9788866902959
- Il canzoniere. Rerum vulgarium fragmenta II. Vol. 1, Vetri, 2017, ISBN 9788899782214
- Il canzoniere. Rerum vulgarium fragmenta II. Vol. 2, Vetri, 2018, ISBN 9788899782382
- Il crepuscolo degli dèi Götterdämmerung - Beowulf, Vetri,  2019, ISBN 9788899782528
- Il canzoniere. Rerum vulgarium fragmenta II. Vol. 3, Vetri, 2020, ISBN 9788899782580
- Il canzoniere. Rerum vulgarium fragmenta II Vol. 4, Vetri, 2020, ISBN 8899782636
- Rime extravaganti Vol.1, Vetri, 2021, ISBN 9788899782818
- L'arte del sonetto, Vetri, 2023, ISBN 979-12-81306-17-2
- Trasposizioni metriche di sonetti scelti di William Shakespeare, Vetri, 2024, ISBN 9791281306257

## Premi
PRIMO CLASSIFICATO
2012: Concorso internazionale "Quelli che a Monteverde", Roma, I edizione
2014: Concorso Nazionale Tracce per la Meta, sul tema di A Silvia, di G. Leopardi II edizione, Recanati.
2015: Concorso Internazionale Regina Margherita, Città di Bordighera, III edizione
2016: Concorso internazionale Jack Kerouac, IV edizione, città di Morano Calabro, sez. libro edito di poesia, con Cu Chulainn, il mito del Mastino di Cullan.
2016: Concorso Nazionale Universo Donna, XII edizione associazione Donne 99, città di Tito
2017: Concorso Nazionale Amoroma, per la videopoesia
2017: Concorso Nazionale Universo Donna XIII edizione,
Città di Tito. Sezione F. Petrarca.
2019 Concorso Internazionale "Un monte di poesia" XIV edizione, della Accademia Alfieri di Firenze, Abbadia San Salvatore
2020 Concorso on line "Amori di Versi" VI edizione
2021 Concorso Internazionale " Un monte di Poesia " XV edizione, della Accademia Alfieri di Firenze, Abbadia San Salvatore. 
2022 Concorso Nazionale Lungofiume, Pisa, I edizione. 
PREMI SPECIALI:
2014: Premio della Giuria al IX concorso Internazionale Voci,
città di Abano Terme. Associazione culturale Iplac.
2015: Premio della Giuria al X concorso Internazionale Voci, città di Abano Terme, in sezione metrica “Nicola Rizzi”.
2017: Premio della Critica al I Concorso on line Amoroma.
2018: Premio della Critica alla XIII edizione del Concorso Internazionale Voci città di Roma, per il Canzoniere Vol. I
2018: Premio speciale per la metrica (Silloge breve) al VI
Concorso Internazionale di Sarzana.
2019: Publica Laus al Certamen Apollinare Poeticum della Pontificia Università Salesiana in Roma, per il Canzoniere Vol. II
-2020: Publica Laus al Certamen Apollinare Poeticum della Pontificia Università Salesiana in Roma, col sonetto "Il nuovo fuoco".
2020: Campione del Sonetto al Concorso Internazionale Massa città di Mare e di Marmo.
2021 Premio speciale Assosinderesi per il Sonetto al concorso letterario internazionale "La luna e il drago".
2021 Premio all'eccellenza Italiana in poesia al concorso internazionale città di Sarzana per il Canzoniere vol. I-IV. 
2023 Premio all'eccellenza all'eccellenza Italiana in poesia al concorso internazionale città di Sarzana per le Trasposizioni metriche di Sonetti scelti di William Shakespeare
2025 Premio alla carriera poetica al concorso nazionale Città di Chieti